# Gabrijela Žalac
Gabrijela Žalac (Vinkovci, 4. veljače, 1979.) bivša je hrvatska ministrica regionalnog razvoja i fondova Europske unije. 

## Rani život i obrazovanje
Žalac je rođena 4. veljače 1979. u Vinkovcima. Diplomirala je ekonomiju na Sveučilištu Josipa Jurja Strossmayera u Osijeku gdje je također završila i poslijediplomski studij menadžmenta.

## Karijera
Žalac je više od deset godina radila na razvoju i provedbi projekata, uključujući projekte financirane iz Europskih fondova. Obnašala je dužnost direktorice Odjela za vanjske i europske poslove Uprave Vukovarsko-srijemske županije i predsjednice Regionalne razvojne agencije "Hrast". U listopadu 2016. na preporuku Hrvatske demokratske zajednice imenovana je ministricom regionalnog razvoja i fondova Europske unije u 14. Vladi pod Andrejem Plenkovićem.
Godine 2019. Žalac je udarila devetogodišnje dijete u Vinkovcima dok je vozila s nevažećom vozačkom dozvolom, a uslijed toga odstupila je s položaja ministrice. Kažnjena je s 500 kuna, a dijete je teže ozlijeđeno. Godine 2021. Europsko državno odvjetništvo uhitilo je Žalac zbog korupcije i pronevjere novca te je bila pod istragom 2023. godine.